# Юїнг (Кентуккі)
Юїнг (англ. Ewing) — місто (англ. city) в США, в окрузі Флемінґ штату Кентуккі. Населення — 228 осіб (2020).

## Географія
Юїнг розташований за координатами 38°25′40″ пн. ш. 83°51′43″ зх. д. / 38.42778° пн. ш. 83.86194° зх. д. (38.427754, -83.862066).  За даними Бюро перепису населення США в 2010 році місто мало площу 0,65 км², уся площа — суходіл.

## Демографія
Згідно з переписом 2010 року, у місті мешкали 264 особи в 99 домогосподарствах у складі 69 родин. Густота населення становила 407 осіб/км².  Було 117 помешкань (180/км²).
Расовий склад населення:
| - 99,2 % — білих - 0,4 % — азіатів |

До двох чи більше рас належало 0,4 %. Частка іспаномовних становила 0,4 % від усіх жителів.
За віковим діапазоном населення розподілялося таким чином: 26,9 % — особи молодші 18 років, 57,2 % — особи у віці 18—64 років, 15,9 % — особи у віці 65 років та старші. Медіана віку мешканця становила 40,8 року. На 100 осіб жіночої статі у місті припадало 82,1 чоловіків;  на 100 жінок у віці від 18 років та старших — 82,1 чоловіків також старших 18 років.
Середній дохід на одне домашнє господарство  становив 47 574 долари США (медіана — 30 625), а середній дохід на одну сім'ю — 54 842 долари (медіана — 36 563). За межею бідності перебувало 24,7 % осіб, у тому числі 29,3 % дітей у віці до 18 років та 14,7 % осіб у віці 65 років та старших.
Цивільне працевлаштоване населення становило 111 осіб. Основні галузі зайнятості: освіта, охорона здоров'я та соціальна допомога — 21,6 %, виробництво — 19,8 %, роздрібна торгівля — 18,0 %.